# زلاتوستوفکا
زلاتوستوفکا (انگلیسی: Zlatoustovka) یک شهرک در شهرستان فیودوروفسکی استان باشقیرستان کشور روسیه است.